# バリ・アガ
バリ・アガ (Bali Aga)、バリアガ (Baliaga)、ないし、バリ・ムラ (Bali Mula) と称される人々は、インドネシアのバリ島東部、カランガスム県におもに居住する先住民族。バリ島の北西部や中央部にも散在している。特にバリ・ペルグヌンガン（Bali Pergunungan、山岳バリ人）とも称されるバリ・アガの人々は、トルニャン村に居住している。トルニャンのバリ・アガ人にとっては、バリ・アガ（山のバリ人）という呼び方は侮辱であり、「山の民は愚か」という含意が生じるので、彼らはバリ・ムラ（元祖バリ人）と呼ばれることを好む。

## 起源
バリ島の原住民は、もともとヒンドゥー教のジャワ人が渡来するよりはるか以前に、べドゥルという村から広がったと言われている。伝説によれば、昔のバリ王国があったぺジェンの最後の王スリ・アジ・アスラ・ブミバンテン (Sri Aji Asura Bumibanten) は、超能力をもっていたという。彼は、自分の首を痛みもなく切り離し、また元に戻すことができた。ところがある日、彼の頭が誤って川に落ちてしまい流された。家来の一人はうろたえて、とりあえず豚の頭を切り取って王の頭の代わりにくっつけた。王は恥を晒すまいと高い塔に引きこもり、来客の面会を一切断った。しかし、小さな子どもがこの秘密を知り、王は Dalem Bedulu、すなわち「首をすげ替えた人」として知られるようになったという。別の説では、べドゥルという名は、Badahulu、すなわち、「上流の村」に由来するとされる。ぺジェン朝の後には、マジャパヒト王国が勃興して権力を握った。

## 文化
バリ・アガの人々は、山間部の孤立した地域で生活している。彼らは、低地に住むバリ人に比べ、比較的孤立しており、元々のオーストロネシア人の要素を残していて、特にバリ・アガ建築に特徴が見受けられる。彼らの村を訪ねたいと考える旅行者は、地域の地理条件に十分注意しなければならない。また訪問中は、保全されているバリ・アガの生活様式を、敬意をもって静かに観察することが重要である。
トゥガナン村では、旅行者は、より簡単に受け入れられ、人々はより友好的だと言われており、ウダバ・サムバー (Udaba Sambah) と呼ばれる3日間の祭礼が6月から7月にかけて開催される。トゥガナンの人々は、他の村とは異なり、離婚も複婚も認めていない。

## 言語
バリ・アガの人々は、それぞれ独自のバリ語の方言を話している。その起源は数千年前に遡るとされ、村ごとに方言は異なっている。トゥガナン村の方言は、トルニャン村の方言とは異なっている。

## 手工芸品
バリ・アガ文化の重要な部分は、複雑な絞り染め技法を用いて作られた、バリ島伝統のグリンシンと称される二重のイカットである。バリ島のトゥガナン村は、現在もグリンシンを製造している唯一の村である。
グリンシンは、木綿の縦糸と横糸の両方が注意深く染められ、染め直された上で、織り上げられ、完成された模様は布が織り上がってようやく姿を現わすようになっている。織物の専門家であるジョン・ガイ (John Guy) は、「バリ島の「グリンシン」の起源は、詳らかにならないほど古いが、その糸遣いの特徴は、間違いなく「パトラ」の影響を受けている」としているが、このパトラとは、16世紀から17世紀にかけての香辛料貿易の最盛期にグジャラートで生産されていた絹の二重イカットのことである。こうした輸入された布類の多くは、その後、地元で生産された織物に示唆を与えたと考えられるが、別の説では、バリ島で生産された織物がインドへ輸出され、そこで複製されてアジア各地の市場へ出回ったのだともいう。布の多くは、ヒンドゥー教独特のモチーフを描いており、曼荼羅を鳥瞰した図で、聖なる中心から万物が放射状に描かれているものなどがある。他にも、明らかに「パトラ」から示唆を得ているものがあり、例えば、プルメリアの花慕容のデザイン (jepun) などが知られている。「グリンシン」は聖なる布とされており、「超自然的なものとされ、特に、悪魔祓いを含む、病の治癒を助ける働きがあるとされる」という。「グリン」(gering) は「病」、「シン」(sing) は「無」を意味する。